# Michelau in Oberfranken
Michelau in Oberfranken is een gemeente in de Duitse deelstaat Beieren, en maakt deel uit van de Landkreis Lichtenfels.
Michelau in Oberfranken telt 6.320 inwoners.

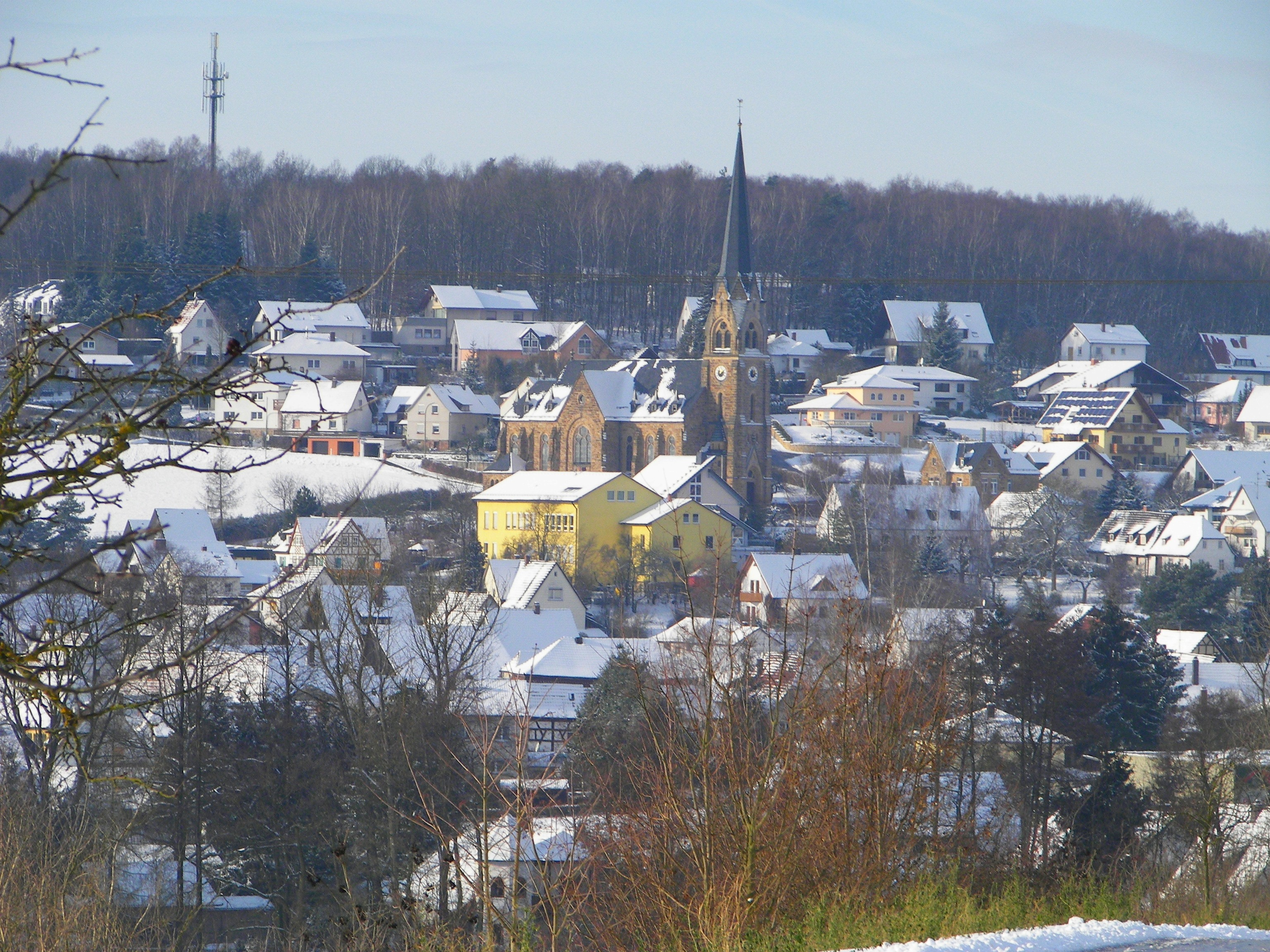
Schwürbitz met Herz-Jesu-kerk
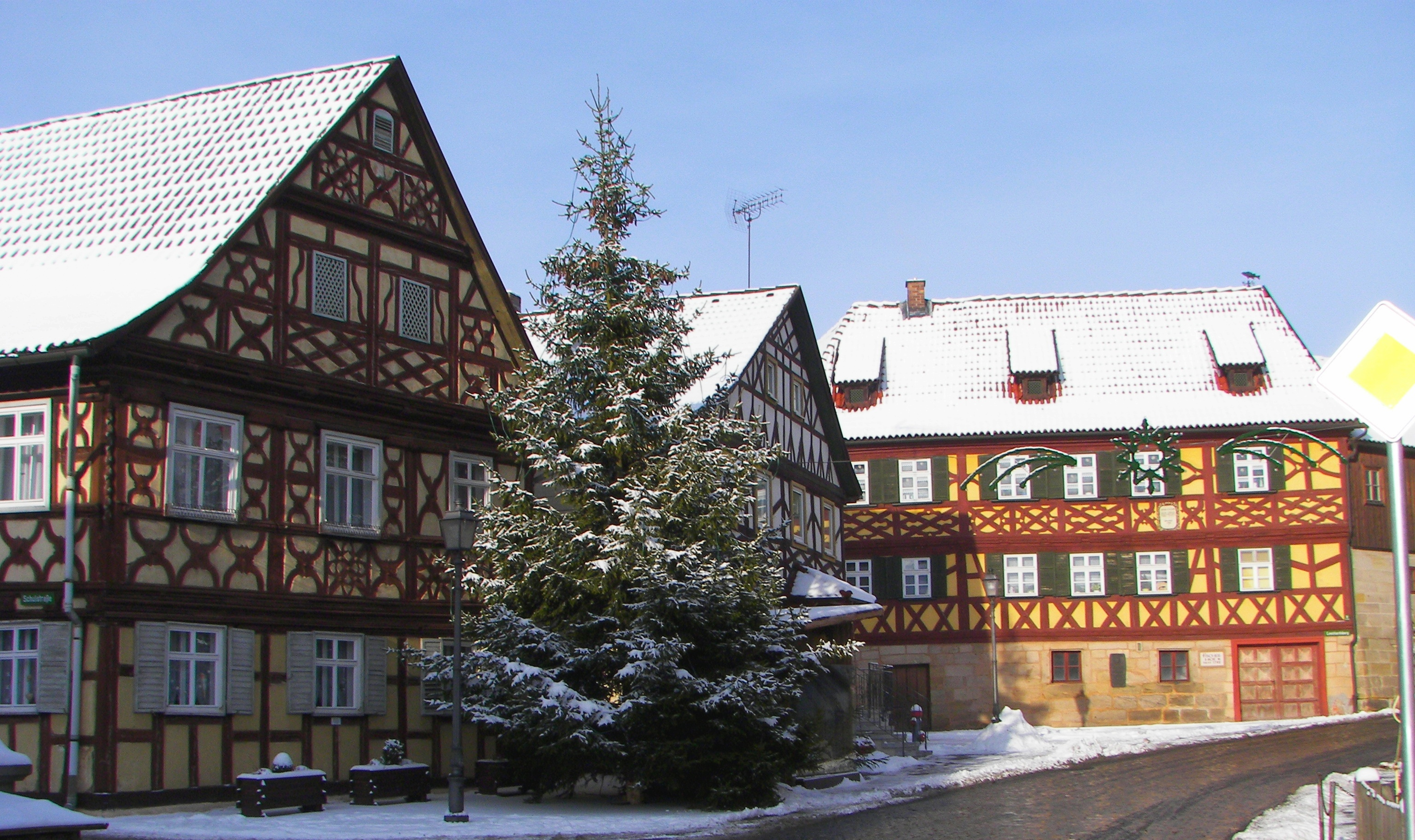
Fischerhof
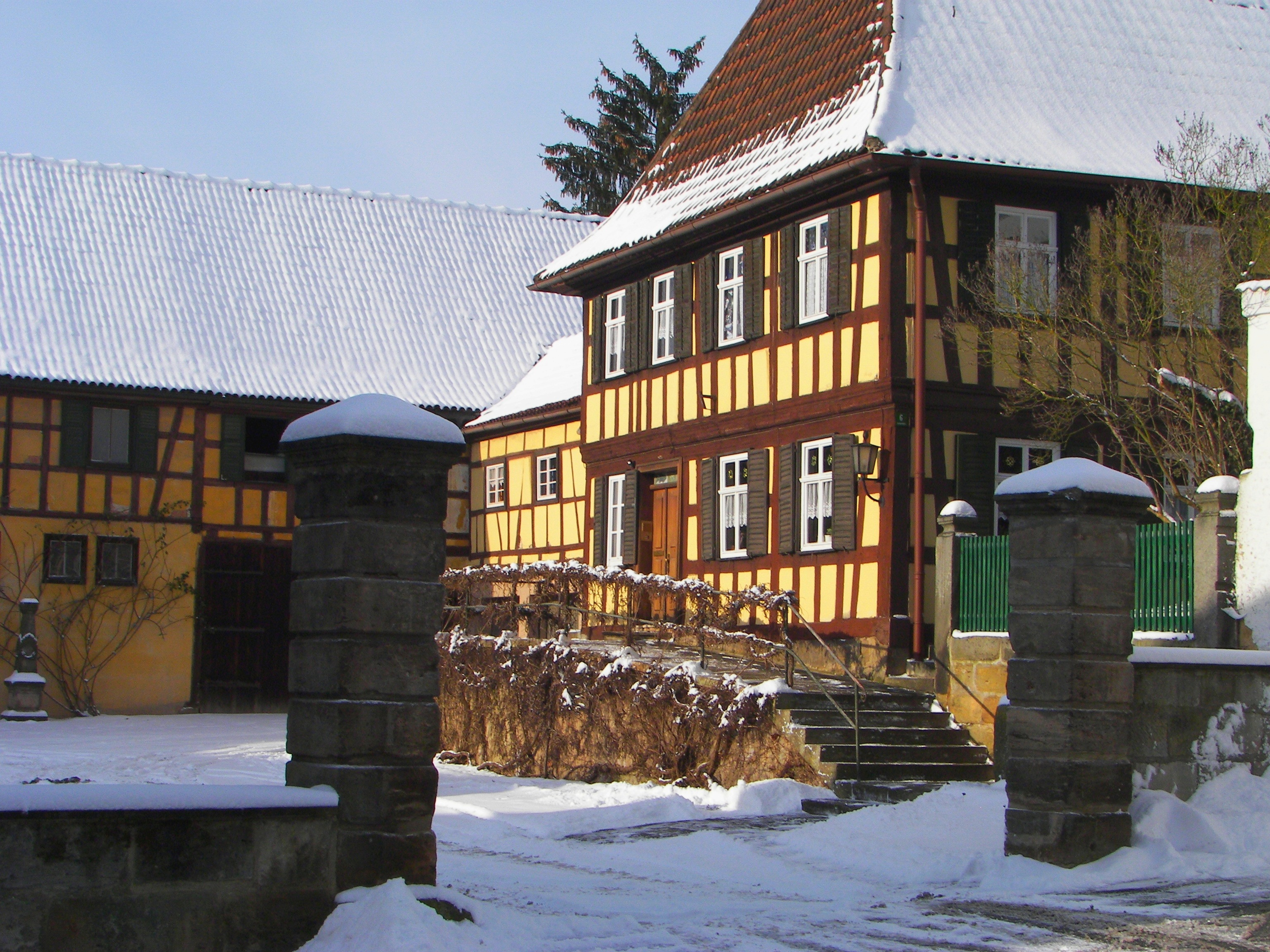
Fischerhof

Altenkunstadt ·
Bad Staffelstein ·
Burgkunstadt ·
Ebensfeld ·
Hochstadt am Main ·
Lichtenfels ·
Marktgraitz ·
Marktzeuln ·
Michelau in Oberfranken ·
Redwitz an der Rodach ·
Weismain